# Valeriu Bărbuceanu
Valeriu Bărbuceanu (n. 27 iulie 1941, Focșani – d. 12 decembrie 2007, București) a fost clarinetist-solo în orchestra Filarmonicii "George Enescu" și profesor asociat la clasa de clarinet la Universitatea de Muzică din București.

## Educația muzicală
Primele noțiuni de muzică și clarinet le-a căpătat la Liceul Militar de Muzică din București (1955-1958). A urmat apoi Liceul de Muzică "Octav Băncilă" din Iași (1959-1963). A absolvit clasa de clarinet din Conservatorul de Muzică "Ciprian Porumbescu" din București (1963-1968).

## Activitatea artistică
A debutat artistic la orchestra de Studio a Conservatorului de Muzică "Ciprian Porumbescu" , pe post de clarinetist-solo.

Valeriu Bărbuceanu

Intre anii 1978-2005 a fost clarinetist-solo și șef de partidă în orchestra Filarmonicii George Enescu, ceea ce i-a dat posibilitatea și satisfacția de a colabora cu marii dirijori Sergiu Celibidache, Erich Berger, Paavo Berglund, Witold Rowitski, Roberto Benzi, Carlo Zecchi, Isaac Karabcevschi, Laszlo Somoghz, Kurt Österreichen, Redendor Romerro, Pierre Colombo, Serge Zehnacker, Alex Dimitriev, Paul Strauss, Laurence Föster, George Octors, Horst Neumann, Mihai Brediceanu, Mircea Cristescu, Remus Tzincoca, Horia Andreescu, Iosif Conta, Emanuel Elenescu și soliștii Henrich Szeryng, Dimitri Baskirov, Andras Schiff, Lazăr Bermann, José Carreras, Montserrat Caballė, Aldo Ciccolini, E. Leonskaya, Radu Lupu, Ion Voicu, Valentin Gheorghiu, precum și participarea la nenumăratele concerte susținute de Filarmonică în diferite țări din Europa, China, Coreea, Singapore, Japonia.
Paralel cu activitatea artistică din Filarmonică, Valeriu Bărbuceanu a desfășurat o mare activitate în domeniul muzicii de cameră făcând parte din diferite formații. Între anii 1970-1975 a constituit formația de muzică contemporană GRUP 3+ (Steliana Calos - soprană, Valeriu Bărbuceanu - clarinet, Sever Tipei - pian) cu care a susținut nenumărate concerte în țară, Bruxelles, Utrecht, Rotterdam. A realizat 150 de minute de înregistrări Radio-București, Utrecht, Bruxelles.
Din anul 1974-1982 a fost membru al cvintetului de muzică de cameră a renumitei formații MUZICA NOVA cu care a susținut 30 concerte în București și a realizat 300 minute de înregistrări Radio-București.
Din anul 1986 este membru fondator, clarinetist solo al orchestrei de cameră Virtuozii din București - dirijor Horia Andreescu.
Intre anii 1981-1988 este membru al cvintetului de suflători CONCORDIA, cu care realizează 62 concerte, 700 minute înregistrări Radio-România, Zürich, Heildelberg, Baden-Baden, 35 prime audiții de muzică românească, concerte în țară și străinătate. În 1984 primește premiul ATM cu cvintetul Concordia.
Putem spune că între anii 1966-1993, Valeriu Bărbuceanu a desfăsurat activități pe plan teoretic, solistic, muzică de cameră, înregistrări Radio și Electrecord. A realizat în această perioadă 175 concerte de muzică de cameră, 48 de lucrări de compozitori români în primă audiție absolută, 14 prime audiții de muzică românească și universală.
În semn de apreciere pentru întreaga activitate interpretativă, în anul 2004 primește Medalia MERITUL CULTURAL.

## Activitate didactică
În paralel cu activitatea interpretativă, Valeriu Bărbuceanu a realizat și o activitate didactică ca profesor asociat la Universitatea de Muzică din București, dăruind din experiența sa artistică studenților săi care au obținut diferite premii la concursurile la care au participat.
De asemenea, Valeriu Bărbuceanu a desfășurat activități și pe plan teoretic.
În anul 1984 apare la Editura Muzicală București "Repertoriu Instrumental" - Piese pentru clarinet de compozitori români.
În anul 1992 apare la Editura Muzicală a Uniunii Compozitorilor din România, Dicționar de instrumente muzicale - editia I.
În anul 1999 apare a doua ediție a Dicționar de instrumente muzicale la editura Teora, București.
În semn de apreciere a activității sale artistice este inclus în: Enciclopedia Muzicii Românești - vol.1 2005, scrisă de Viorel Cozma; Mica enciclopedie muzicală - 1997, scrisă I. Sava și L. Varolomei; Interpreți Români - vol.1 1996, scrisă de Viorel Cozma; Enciclopedia interpreților din Moldova - 1999, scrisă de Serafim Buzilă